# Конвой № 8161
Конвой № 8161 — японський конвой часів Другої світової війни, проведення якого відбувалось у вересні 1943 року.
Вихідним пунктом конвою був Палау на заході Каролінських островів — важливий транспортний хаб, куди, зокрема, ходили з нафтовидобувних районів Індонезії. Пунктом призначення став атол Трук (нині Чуук) у центральній частині Каролінських островів, де до лютого 1944 року були головна база японського ВМФ у Океанії та транспортний хаб, що забезпечував постачання Рабаула (головна передова база в архіпелазі Бісмарка, з якої провадились операції на Соломонових островах та сході Нової Гвінеї) та Східної Мікронезії.
До складу конвою увійшов флотський танкер «Ноторо» і танкер «Кеньо-Мару» (Kenyo Maru), а охорону забезпечував мисливець за підводними човнами CH-29.
Загін вийшов із бази 16 вересня 1943 року. На підходах до Труку традиційно діяли американські підводні човни, тому, починаючи з району за 400 км на захід від цього атола, додатковий ескорт почав надавати есмінець «Юдзукі». У підсумку перехід пройшов без інцидентів, і 19 вересня конвой № 8161 успішно прибув на Трук.